# Baugé
Pour les articles homonymes, voir Baugé (homonymie).
Baugé est une ancienne commune française située dans la partie orientale du département de Maine-et-Loire, en région Pays de la Loire.
Le 1er janvier 2013, les communes de Baugé, Montpollin, Pontigné, Saint-Martin-d'Arcé et Le Vieil-Baugé se sont regroupées pour former la commune nouvelle dénommée Baugé-en-Anjou, dont Baugé constitue une commune déléguée.
C'est au XIe siècle que prend naissance la ville de Baugé, sur un emplacement qui domine le Val du Couasnon et la rivière l'Altrée. Capitale historique du Baugeois, la cité de Baugé conserve un patrimoine historique important. À la tête d'une importante sénéchaussée de l'Anjou, elle fut ensuite une sous-préfecture jusqu'en 1926 et le siège de la communauté de communes.
C'est l'une des principales villes du département et un centre administratif et commercial.

## Géographie

### Localisation
Baugé se trouve dans l'ouest de la France, dans la partie nord-est du département de Maine-et-Loire, dans le pays Baugeois. Elle se situe à 35 km d'Angers, à 32 de Saumur, à 55 du Mans, à 62 de Tours et à 233 km de Paris. Son territoire est essentiellement rural.
Le Baugeois est la partie nord-est du département de Maine-et-Loire. Il est délimité au sud par la vallée de l'Authion et celle de la Loire, et à l'ouest par la vallée de la Sarthe.

### Communes limitrophes
| Cheviré-le-Rouge Échemiré | Montpollin     | Saint-Martin-d'Arcé |
| Le Vieil-Baugé            | Baugé          | Pontigné            |
| Le Vieil-Baugé            | Le Vieil-Baugé | Bocé                |

### Géologie et relief
Situé sur le Bassin parisien, le territoire de Baugé se trouve sur un plateau ondulé, où alternent buttes et étroites vallées. Son sous-sol se compose d'alluvions anciennes et modernes, et au nord s'étend un banc de terrain sénonien (sable et grès).
La ville se situe dans une vallée, sur la rive droite du Couasnon.
Son territoire a une superficie de plus de 8 km2 (855 hectares). Son altitude varie de 41 à 102 mètres, pour une altitude moyenne de 72 mètres.

### Hydrographie
Ce territoire rural est traversé par la rivière Le Couasnon, dont le paysage se compose d'un vallon et de bois, ainsi que par la rivière l'Altrée.

### Végétation
Baugé se situe à l'orée de la forêt de Chandelais. Cette forêt domaniale de 800 ha est composée de chênes et de hêtres. Autrefois propriété des comtes d'Anjou, le cœur de la forêt porte encore le nom de carrefour du Roi-René.
Protections sur le territoire : outre des protections sur des bâtiments (monuments historiques et inventaires), la commune de Baugé figure à l'inscription de :
- Protection réglementaire, site classé et inscrit : zone urbaine de Baugé ;
- Inventaire des zones naturelles d'intérêt écologique, floristique et faunistique (ZNIEFF) : bois et vallée du Couasnon entre Baugé et Pontigné ;
- Eau et milieux aquatiques : schémas d'aménagement et de gestion des eaux de l'Authion et du Loir.

### Climat
Le climat angevin est tempéré, de type océanique dégradé. Il est particulièrement doux, compte tenu de sa situation entre les influences océaniques et continentales. Généralement les hivers sont pluvieux, les gelées rares et les étés ensoleillés.
Le climat du Baugeois est plus continental : plus sec et chaud l'été.

### Voies de communication et transports

#### Voies routières
Baugé se situe au carrefour de plusieurs voies départementales :
- la D 18, venant du nord-ouest, Durtal puis Cheviré-le-Rouge ;
- la D 938 (anciennement N 138) traverse la commune du Nord (La Flèche) au Sud (Longué-Jumelles) ;
- la D 817 (anciennement N 817), venant du nord-est, Le Lude ;
- la D 766 (anciennement N 766) traverse la commune d'Est (Noyant) en Ouest (Seiches-sur-le-Loir) ;
- la D 58, venant du sud-est, Linières-Bouton puis Le Guédeniau ;
- la D 144, venant du sud-ouest, Fontaine-Guérin ;
- la D 61, Le Vieil-Baugé et Fontaine-Milon (à proximité de l'autoroute A85 (Angers-Tours)).

#### Transports en commun
Une ligne de car dessert le territoire. La ligne 2B va d'Angers à Noyant, en passant par Baugé.
Liaisons par car avec les gares SNCF de Saumur, Angers, La Flèche et Le Mans.

Autrefois le réseau secondaire de chemin de fer du Petit Anjou assurait une liaison Angers Noyant, en passant par Baugé.

### Aux alentours
Lieux-dits et hameaux : Chanteloup, Chateau coin, Fort aux anglais, La gandonnerie, Le gault, Les capucins, Les grands champs, Ville neuve.
Communes aux alentours : Le Vieil-Baugé (2 km), Saint-Martin-d'Arcé (2 km), Bocé (4 km), Pontigné (5 km), Montpollin (5 km), Échemiré (5 km), Chartrené (6 km), Le Guédeniau (7 km), Cuon (7 km), Vaulandry (8 km).

### Le pays baugeois
Le Baugeois est la partie nord-est du département de Maine-et-Loire. Elle est délimitée au Sud par la vallée de l'Authion et celle de la Loire, et à l'Ouest par la vallée de la Sarthe. Baugé en est la capitale historique.
Outre la Sarthe, le Loir et l'Authion, le pays Baugeois est traversé par Le Couasnon et son affluent l'Altrée. Cette rivière prend sa source sur la commune d'Auverse, pour se jeter dans l'Authion à Beaufort-en-Vallée et à Mazé. On trouve également dans la région les cours d'eau La Marconne et Le Lathan.
La région du Baugeois est la plus boisée du département. Elle est constituée de deux forêts domaniales (Chandelais et Monnaie) et de nombreuses forêts de chênes, de châtaigniers, de pins et de peupliers. Les étendues gagnées sur la forêt ont laissé place à des landes.
Son relief est principalement constitué d'un plateau, aux terrains sablonneux, siliceux ou calcaires, caractérisés par de larges affleurements sédimentaires, crétacés, sables et calcaires aux teintes claires.

## Urbanisme
En 2008, le nombre total de logements dans la commune est de 1 890. Parmi ces logements, 86 % sont des résidences principales, 3 % des résidences secondaires et 11 % des logements vacants. Ces logements sont pour une part de 75 % des maisons et de 22 % des appartements. Toujours sur l'ensemble des logements de la commune, 8 % sont des studios, 10 % des logements de deux pièces, 22 % de trois pièces, 25 % de quatre pièces, et 36 % des logements de cinq pièces ou plus.
Les résidences principales construites avant 2006, datent pour 42 % d'avant 1949, 21 % entre 1949 et 1974, 24 % entre 1975 et 1989, et 13 % entre 1990 et 2005.
Le nombre de ménages propriétaires de leur logements sont de 49 %, proportion inférieure à la moyenne départementale (60 %), et le nombre de ménages locataires est de 50 %. On peut également noter que 1 % des logements sont occupés gratuitement.
L'ancienneté d'emménagement dans la résidence principale, rapporté au nombre de ménages, sont de 16 % depuis moins de deux ans, 22 % entre deux et quatre ans, 16 % entre cinq et neuf ans, et 47 % de dix ans et plus.

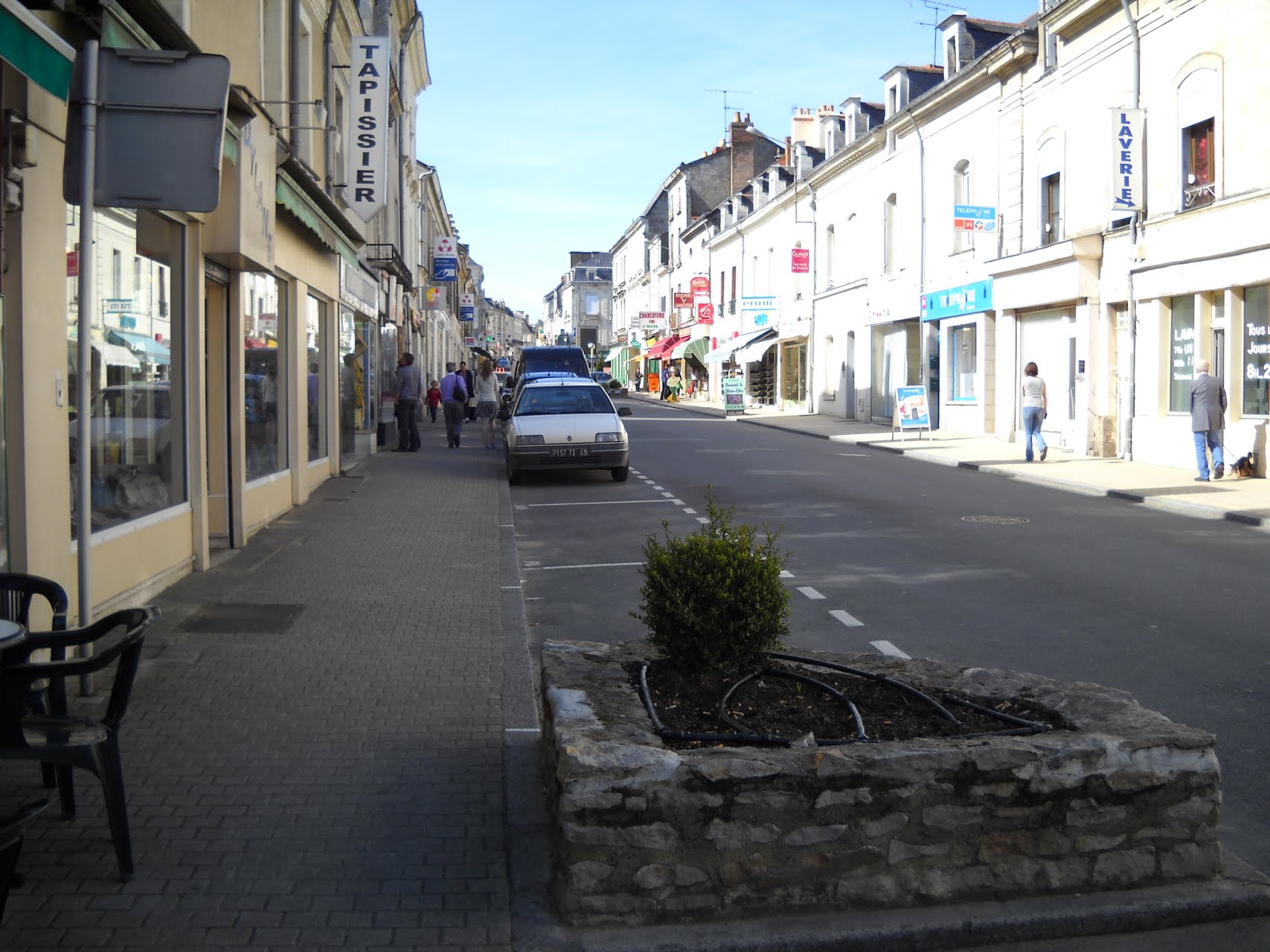
Grande rue.
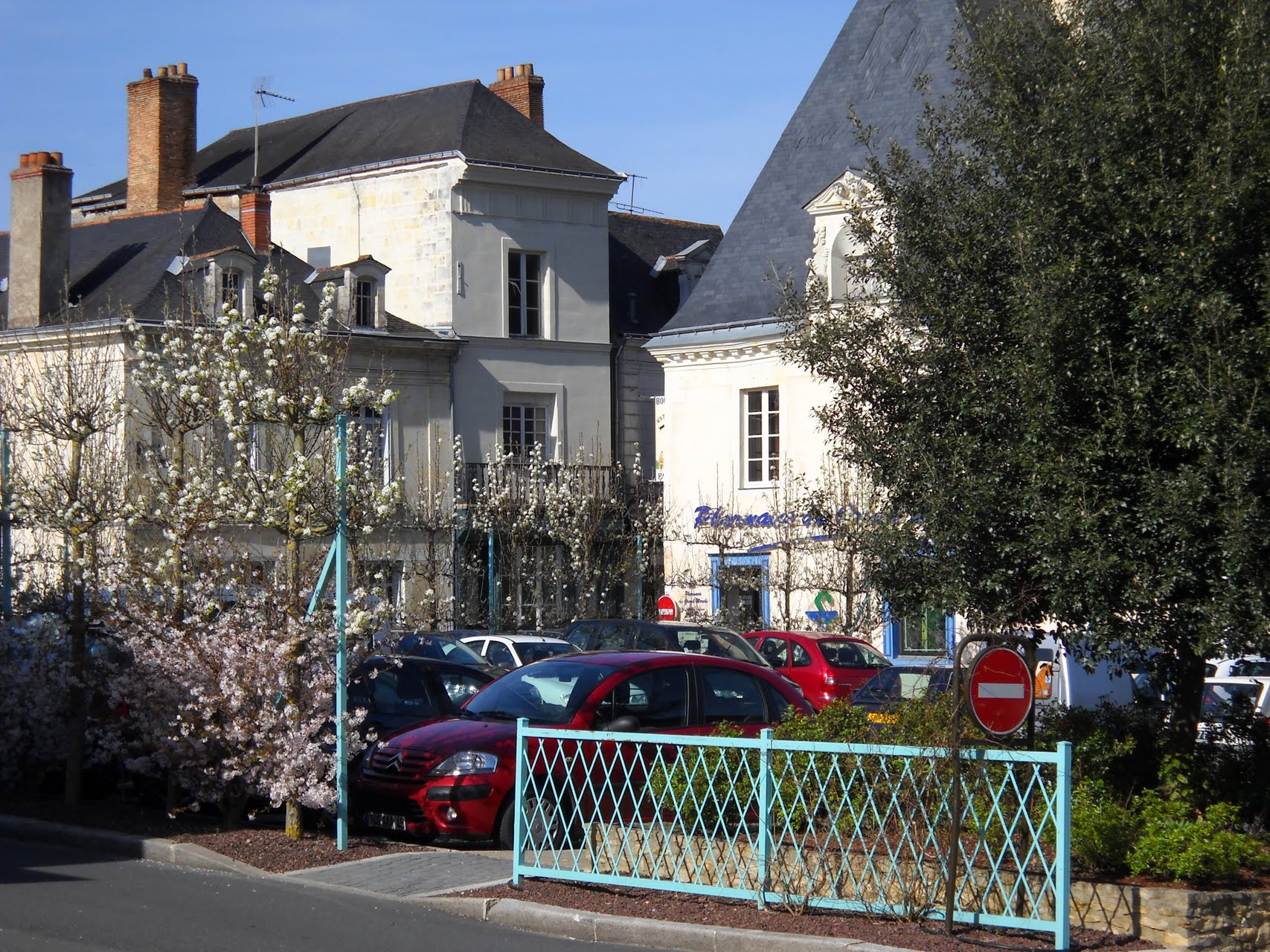
Place du marché.
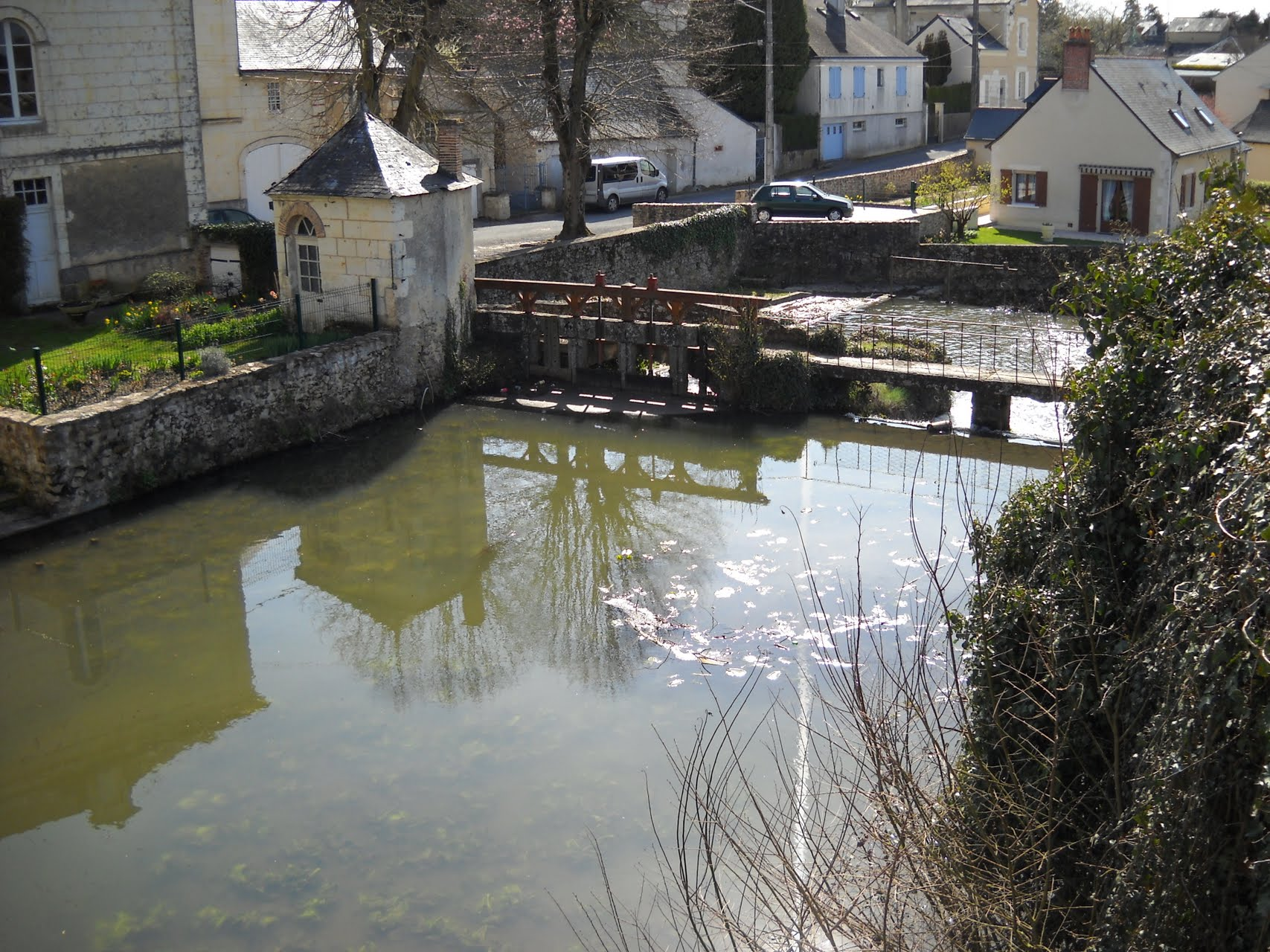
Le Couasnon.
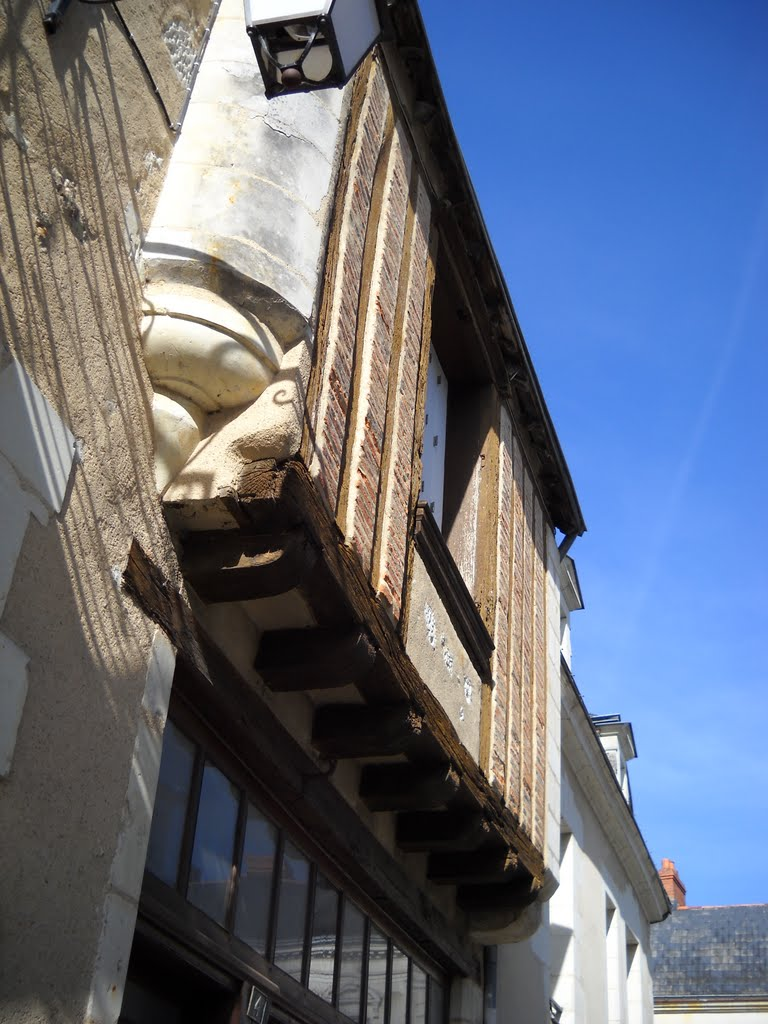
Vieille maison.

## Toponymie et héraldique

### Toponymie
Formes anciennes : Bellogaecum à l'époque mérovingienne, Balgiacum castrum 1035, Ermenbertus de Balgi 1060, Baugeium 1100, Baugé 1575, bien qu'on trouve aussi parfois dans des écrits l'orthographe Beaugé, Baugé en 1793.
L'origine du nom de « Baugé » pourrait venir de « bauge » (lieu boueux), étayé par le fait que la commune se situe au confluent du Couesnon et de l'Altrée. La bauge c'est aussi le repaire du sanglier, ce qui explique les armoiries de la ville qui jouent sur les mots.
Une autre ville porte le nom de « Baugé », Le Vieil-Baugé (Maine-et-Loire), et trois le nom de « Bauge », Bellecombe-en-Bauges (Savoie), Doucy-en-Bauges (Savoie) et La Motte-en-Bauges (Savoie). Des lieux-dits portent également ce nom, comme un hameau de la commune de La Chapelle-sur-Oudon (Maine-et-Loire) et un moulin de la commune de Morannes (Maine-et-Loire).
Ses habitants sont appelés les Baugeois,.

### Héraldique
| Baugé | Blason ville de Baugé : d'argent à un sanglier de sable, défendu du champ, baugé dans un buisson de sinople mouvant du flanc senestre, le tout sur une terrasse du même. Armoiries d'argent au sanglier de sable enregistrées le 27 mars 1700. Armes parlantes. |

## Histoire

### Préhistoire et Antiquité
Le menhir de l'école de musique et le dolmen dit la Pierre du Crapeau attestent de l'occupation humaine sur le territoire dès le Néolithique.

### Moyen Âge
Le centre primitif se situe au Vieil-Baugé. Au Moyen Âge, sous les rois Carolingiens, le Vieil-Beaugé ou Vieux-Beaugé commande une des vigueries de l'Anjou : Vicaria Balgiensis.
Jusqu'au XIe siècle Baugé se confond avec le Vieil-Baugé, riche alors de deux églises avec prieuré. Foulques Nerra déplace le centre de la viguerie sur un emplacement qui domine le Val du Couesnon et créé une motte féodale avec château-fort et église, autour desquels se constitue une nouvelle ville, la ville de Baugé (1015-1025).
Le fief de Beaugé passe entre d'illustres mains (Richard Cœur de Lion, Jean sans Terre, Philippe Auguste, Marguerite de Provence, Louis XI, etc).
En 1343, le sel devient un monopole d'État par une ordonnance du roi Philippe VI de Valois, qui institue la gabelle, la taxe sur le sel. L'Anjou fait alors partie des pays de « grande gabelle » et comprend seize tribunaux spéciaux (ou greniers à sel), dont celui de Beaugé.

Du milieu du XIVe siècle au milieu du XVe, la guerre de Cent Ans n'épargne pas la région. En 1421 une armée française, principalement composée d'alliés écossais, remporte la bataille de Baugé contre une armée anglaise.

De la motte féodale initiale il ne reste rien. Un nouveau château est édifié à son emplacement actuel par les Plantagenêt. Incendié à plusieurs reprises, en 1451 le roi René d'Anjou le fait reconstruire, en faisant consolider puis restaurer les ruines. Les travaux durent une dizaine d'années. Beaucoup plus tard, le château du roi René deviendra l'hôtel de ville de Baugé.
Le roi René fait de ce château sa résidence de chasse et y fait régulièrement venir sa cour. Séduit par l'abondance et la richesse des forêts baugeoises, il y séjourne pour pratiquer la chasse. Vouant une dévotion particulière à la croix de Baugé, il l'adopte en son blason et en fait le symbole de l'Anjou. Après son mariage avec Isabelle de Lorraine (1420), la croix d'Anjou se confond avec la croix de Lorraine.
Le roi Louis XI y séjourne du 28 au 30 septembre 1471.
À la fin du XVe siècle, c'est le règne de Charles VIII. Il se fiance avec Marguerite d'Autriche qu'il répudie à l'automne 1491 à Baugé.

### Ancien Régime
L'autorisation de clore la ville de Baugé est accordée en 1539 (ville close de l'Anjou). Le mur et les tours sont édifiés dans les années suivantes.
Connu pour son cadre de vie, il arrive que des personnalités passent sur son territoire. Ainsi, de retour dans le Val de Loire en 1565, à l'occasion de son Grand tour de France, Charles IX s'arrête au château de Baugé pour y dormir.
Durant les guerres de religion, Baugé s'oppose au pouvoir royal. Henri IV, devenu souverain, une grande partie de la province d'Anjou, hormis Angers et Saumur, refuse de reconnaître ce roi huguenot. Les ligueurs de Segré, Baugé, Beaupréau et Chalonnes refusent de se rallier au roi. En 1593, le roi s'étant converti au catholicisme, la paix revient ensuite.
En 1685 la révocation de l'édit de Nantes a des répercussions en Anjou, surtout à Baugé et à Saumur où les protestants sont fortement implantés.
Jusqu'au XVIIe siècle l'administration locale se confond avec celle de la paroisse. Baugé est à l'époque à la tête d'un pays d'élection pour le prélèvement de la taille.

### La sénéchaussée de Baugé

Sénéchaussées de l'Anjou au XVIIIe siècle. (cliquez pour agrandir)

Sous l'Ancien Régime (1544), Baugé est à la tête d'une importante sénéchaussée de l'Anjou, dépendante de la sénéchaussée principale d'Angers.
Jusqu'au XVIe siècle, la juridiction de la Sénéchaussée angevine de Baugé couvre un territoire allant jusqu'à Château-la-Vallière (Indre-et-Loire) à l'Est et Le Lude (Sarthe) au Nord.

### Révolution
Après la Révolution éclate une insurrection royaliste, et en 1793 celle de la guerre de Vendée. Tout l'Anjou est concerné par ces événements. En mai 1791, Antoine-Philippe de La Trémoïlle est arrêté par la municipalité de Noyant-sous-le-Lude et envoyé à Baugé avant d'être emprisonné à Angers.
Durant la virée de Galerne, en décembre 1793, les troupes de La Rochejaquelein passent par Baugé pour se diriger ensuite vers La Flèche.
La guerre civile continue. Au nord de la Loire la chouannerie demeure active. De petites bandes continuent le harcèlement. Les dernières prises d'armes en Maine-et-Loire ont lieu à l'automne 1799 ; Baugé est pris le 12 novembre.

### Époque contemporaine
À la réorganisation administrative qui suit la Révolution, en 1790 Baugé est chef-lieu de canton (de Baugé) et chef-lieu de district (de Baugé), puis en 1800 chef-lieu d'arrondissement (de Baugé).
Au XVIIIe siècle le Maine-et-Loire suit le grand mouvement économique, fruit du progrès des lumières. Dans la région de Baugé, le marquis de Turbilly réalise des expériences de défrichement, améliore les prairies et l'élevage des moutons.
Au XIXe siècle se déroule chaque année dans le Baugeois des comices cantonaux particulièrement dynamiques, que ce soit sur le canton de Baugé, celui de Seiches, de Durtal ou encore celui de Noyant. À l'époque c'est l'occasion de démonstrations, notamment pour les outils de travail du sol.

### L'arrondissement de Baugé
À la création des départements en 1790, la ville de Baugé est chef-leu de district, puis chef-lieu d'arrondissement à partir du 17 février 1800, englobant les dix cantons du Baugeois : Baugé, Beaufort, Fougeré, Jarzé, Longué, Mazé, Mouliherne, Noyant, Seiches et Vernoil. L'arrondissement de Baugé prendra fin en 1926.

### Commune nouvelle de Baugé-en-Anjou
En juin 2011, cinq communes du Baugeois lancent un projet de fusion : Baugé, Montpollin, Pontigné, Saint-Martin-d'Arcé et Le Vieil-Baugé.
Après la consultation de la population par l'intermédiaire de réunions publiques en novembre et décembre 2011, et la validation de la charte Commune nouvelle du Baugeois, le 8 mars 2012 l'ensemble des conseils municipaux vote l'adoption du projet.
Le changement est validé le 30 mars 2012 par arrêté préfectoral, pour une mise en place au 1er janvier 2013.
| Nom de la commune   | Population (2010) | Surface (hectares) | Alt. mini (mètres) | Alt. maxi (mètres) |
| ------------------- | ----------------- | ------------------ | ------------------ | ------------------ |
| Baugé               | 3 681             | 855                | 41                 | 102                |
| Montpollin          | 214               | 449                | 56                 | 103                |
| Pontigné            | 257               | 2 417              | 47                 | 92                 |
| Saint-Martin-d'Arcé | 794               | 1 318              | 52                 | 95                 |
| Le Vieil-Baugé      | 1 266             | 2 863              | 27                 | 89                 |
| Ensemble            | 6 212             | 7 902              | 27                 | 103                |

En 2014, un nouveau projet de fusion se dessine, les municipalités de la communauté de communes du canton de Baugé envisageant de se réunir en une seule commune. Le 29 avril 2015, le conseil communautaire se prononce en faveur du projet de commune nouvelle constituée des communes déléguées de Baugé, Montpollin, Pontigné, Saint-Martin-d'Arcé, Le Vieil-Baugé, Clefs, Vaulandry, Bocé, Cuon, Chartrené, Cheviré-le-Rouge, Le Guédeniau, Échemiré, Fougeré, Saint-Quentin-lès-Beaurepaire. Le 18 mai, l'ensemble des conseils municipaux votent en faveur de la création de la commune nouvelle. L'arrêté préfectoral est signé le 10 juillet et porte sur la création au 1er janvier 2016 de la commune nouvelle de « Baugé-en-Anjou », groupant les communes de Baugé-en-Anjou, Bocé, Chartrené, Cheviré-le-Rouge, Clefs-Val d'Anjou, Cuon, Échemiré, Fougeré, Le Guédeniau et Saint-Quentin-lès-Beaurepaire.

## Politique et administration

### Administration actuelle
Depuis le 1er janvier 2013 Baugé constitue une commune déléguée au sein de la commune nouvelle de Baugé-en-Anjou, dont elle est le chef-lieu, et dispose d'un maire délégué.
| Période                                  | Période   | Identité          | Étiquette | Qualité               |
| ---------------------------------------- | --------- | ----------------- | --------- | --------------------- |
| janvier 2013                             | mars 2014 | Philippe Chalopin |           | ancien maire de Baugé |
| mars 2014                                | mai 2020  | Joseph Ergand     |           |                       |
| mai 2020                                 | en cours  | Annette Samson    |           |                       |
| Les données manquantes sont à compléter. |           |                   |           |                       |

### Administration ancienne

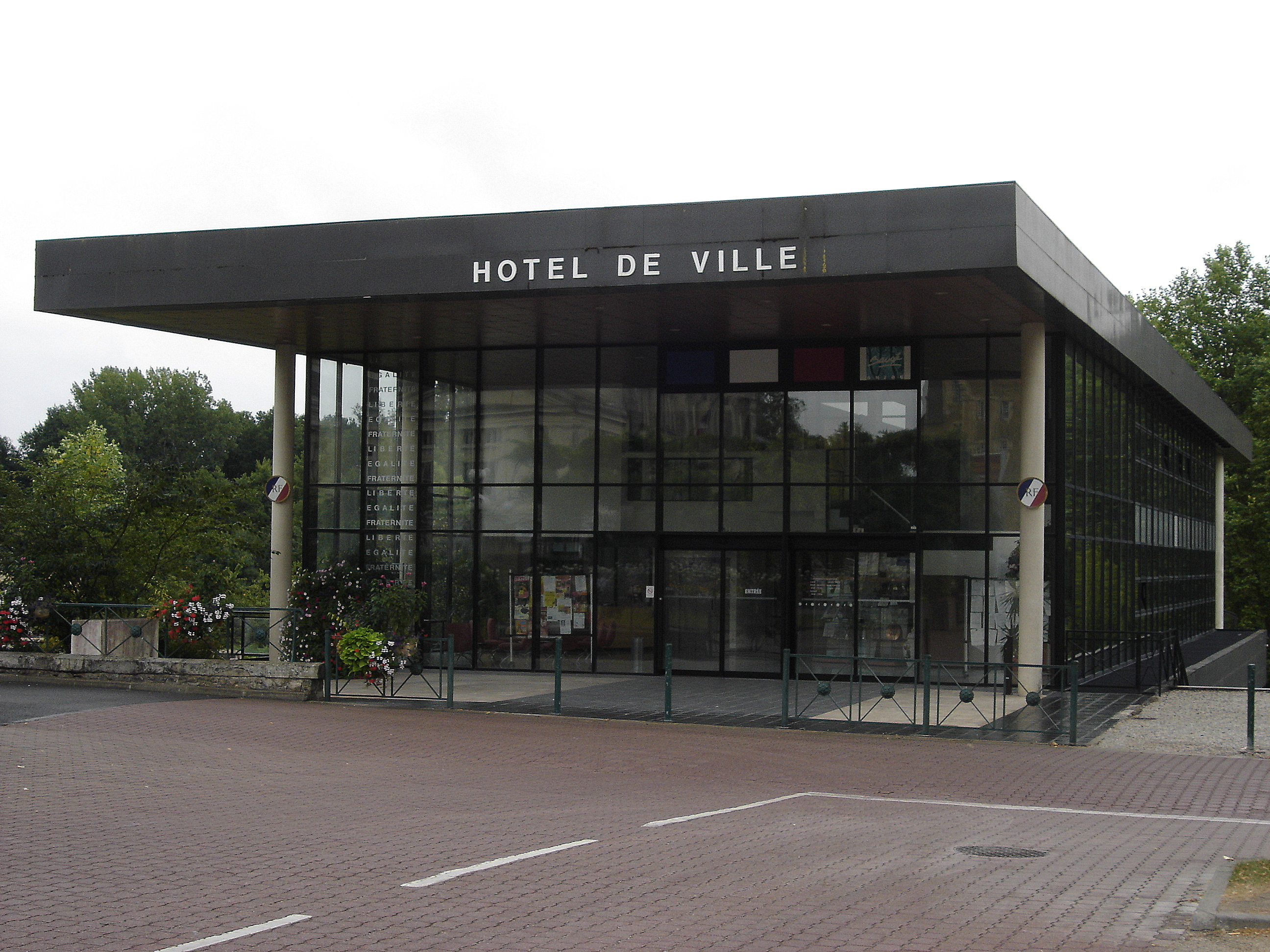
Hôtel de ville.

La commune est créée à la Révolution. Municipalité en 1790, chef-lieu de canton de 1790 à 2012, de district de 1790 à 1800 et d'arrondissement de 1800 à 1926, date à laquelle elle est rattachée à celui de Saumur.
Composé de vingt-sept élus, le conseil municipal comprend au 31 décembre 2012 les commissions : 
- finances ;
- communication ;
- travaux, sécurité, achats de matériels ;
- urbanisme et environnement ;
- social, famille, enfance, jeunesse, vie scolaire[36].

En décembre 2001, la ville met en place un conseil municipal des jeunes, composé de douze jeunes âgés entre 9 et 15 ans, habitant Baugé, et élus pour deux ans.
| Période                                  | Période       | Identité                             | Étiquette    | Qualité                                                               |
| ---------------------------------------- | ------------- | ------------------------------------ | ------------ | --------------------------------------------------------------------- |
| 1762                                     |               | Pierre Luciot                        |              |                                                                       |
| 1763                                     | 1764          | Pierre-René Raveneau                 |              |                                                                       |
| 1765                                     | 1767          | Julien-Camille Lemeignan             |              |                                                                       |
| 1767                                     | 1771          | Pierre-René Raveneau                 |              |                                                                       |
| 1771                                     | 1789          | Marie-François Lasnier de La Tour    |              |                                                                       |
| 1790                                     |               | Jacques Bariller de Pallée           |              | Lieutenant à la maîtrise des Eaux et Forêts                           |
| 1790                                     |               | Pierre-Michel Ferrière               |              | Receveur des droits d'enregistrement                                  |
| 1793                                     |               | Jacques-René Guyot                   |              | ancien Procureur du Roi                                               |
| 1793                                     |               | Jean-François Commeau                |              | Avocat                                                                |
| 1795                                     |               | Michel Ferrière du Coudray           |              | Notaire                                                               |
| 1795                                     |               | François Calliot                     |              | ancien Procureur de Fabrique                                          |
| 1795                                     |               | Pierre-René Lecamus                  |              | Officier de santé                                                     |
| 1800                                     |               | Jacques-Pierre Verrye                |              | Médecin                                                               |
| 1808                                     |               | Augustin-François Le Gouz du Plessis |              | Propriétaire                                                          |
| 1815                                     |               | Louis-Georges Mabille-Duchêne        |              | Propriétaire                                                          |
| 1815 (pendant les cent jours)            |               | Maximilien Thierry                   |              | Ancien Officier d'Infanterie                                          |
| 1815                                     |               | Louis-Georges Mabille-Duchêne        |              | Propriétaire                                                          |
| 1830                                     |               | M. Chemay                            |              | Notaire, Député                                                       |
| 1837                                     |               | Jean Dutier                          |              | Propriétaire                                                          |
| 1849                                     |               | Florent Papin                        |              | Expert foncier                                                        |
| 1852                                     |               | Armand de Melun                      |              | Vicomte de Melun Député d'Ille-et-Vilaine                             |
| 1855                                     |               | René-Victor Ferrière                 |              | Notaire                                                               |
| 1860                                     |               | Florent Papin                        |              | Expert foncier                                                        |
| 1865                                     |               | Jean Langlois                        |              | Avocat                                                                |
| 1870                                     |               | René-Victor Ferrière                 |              | Notaire                                                               |
| 1871                                     |               | René Dornoy-Perrault                 |              | Négociant                                                             |
| 1871                                     |               | Jean-Baptiste Lechalard              |              |                                                                       |
| 1884                                     |               | Pierre Orgerie                       |              | Capitaine en retraite                                                 |
| 1892                                     |               | Jean-Nicolas Reb                     |              | Maréchal des logis de gendarmerie en retraite                         |
| 1893                                     |               | Louis Gallard                        |              | Agent-voyer d'arrondissement                                          |
| 1896                                     |               | Jacques Bordeau                      |              | Instituteur en retraite                                               |
| 1900                                     |               | Camille-Ernest Brion                 |              | Avoué                                                                 |
| 1908                                     |               | Léon Gousselin                       |              | Pharmacien                                                            |
| 1910                                     |               | Jean Georges                         |              | Pharmacien honoraire                                                  |
| 1920                                     |               | Jean Carbonnel                       |              |                                                                       |
| 1925                                     | 1926 (décès)  | Jean Georges                         |              | Pharmacien honoraire Conseiller général de Baugé (1922 → 1926)        |
| 1926                                     | mai 1935      | Alphonse Samson                      |              | Bourrelier puis hôtelier                                              |
| mai 1935                                 | mai 1945      | Gaston Moreau                        | UR           | Docteur en droit et avoué Député de Maine-et-Loire (1936 → 1940)      |
| mai 1945                                 | mars 1959     | Constant Chevalier                   |              | Minotier                                                              |
| mars 1959                                | mars 1983     | Adolphe-Victor Sirodeau (1914-1984)  | UNR puis DVD | Expert agricole et foncier Conseiller général de Baugé (1958 → 1973)  |
| mars 1983                                | juin 1995     | Pierre Salvetat                      | UDF-CDS      | Pharmacien Conseiller général de Baugé (1985 → 1992)                  |
| juin 1995                                | mars 2008     | Guy Delépine                         | DVD          | Chef d'entreprise Président de la CC du canton de Baugé (2001 → 2008) |
| mars 2008                                | décembre 2012 | Philippe Chalopin                    | DVD          |                                                                       |
| Les données manquantes sont à compléter. |               |                                      |              |                                                                       |

### Jumelages et partenariats
La ville de Baugé est jumelée avec plusieurs autres villes étrangères. Il faut rappeler que le jumelage est une relation établie entre deux villes de pays différents qui se concrétise par des échanges socio-culturels.
Jumelages :
- Kelsterbach (Allemagne) depuis 1979 ;
- Milngavie (Royaume-Uni).

### Comptes de l'ancienne commune
| Chiffres clés 2011                                            | En milliers d'Euros | En euros par habitant | Chiffres 2000 |
| ------------------------------------------------------------- | ------------------- | --------------------- | ------------- |
| Total des produits de fonctionnement (A)                      | 4 156               | 1 125                 | 3 203         |
| Total des charges de fonctionnement (B)                       | 3 696               | 1 001                 | 2 488         |
| Résultat comptable (R=A-B)                                    | 460                 | 124                   | 715           |
| Total des ressources d'investissement (C)                     | 3 642               | 986                   | 1 835         |
| Total des emplois d'investissement (D)                        | 4 676               | 1 266                 | 1 743         |
| Besoin ou capacité de financement des investissements (E=D-C) | 1 034               | 265                   | -92           |
| Encours de la dette au 31/12                                  | 6 919               | 1 873                 | 4 980         |
| Annuité de la dette                                           | 711                 | 192                   | 845           |

| Fiscalité locale                    | Taux    |
| ----------------------------------- | ------- |
| Taxe d'habitation (y compris THLV)  | 14,84 % |
| Foncier bâti                        | 14,19 % |
| Foncier non bâti                    | 33,95 % |
| Cotisation foncière des entreprises | 15,90 % |

| Chiffres clés 2011                                            | Baugé | Montpollin | Pontigné | Saint-Martin-d'Arcé | Le Vieil-Baugé |
| ------------------------------------------------------------- | ----- | ---------- | -------- | ------------------- | -------------- |
| Total des produits de fonctionnement (A)                      | 4 156 | 111        | 186      | 438                 | 874            |
| Total des charges de fonctionnement (B)                       | 3 696 | 110        | 171      | 308                 | 672            |
| Résultat comptable (R=A-B)                                    | 460   | 1          | 16       | 130                 | 202            |
| Total des ressources d'investissement (C)                     | 3 642 | 65         | 168      | 119                 | 285            |
| Total des emplois d'investissement (D)                        | 4 676 | 6          | 208      | 101                 | 249            |
| Besoin ou capacité de financement des investissements (E=D-C) | 1 034 | -59        | 40       | -18                 | -35            |
| Encours de la dette au 31/12                                  | 6 919 | 0          | 58       | 416                 | 473            |
| Annuité de la dette                                           | 711   | 3          | 9        | 64                  | 57             |

### Ancienne situation administrative

#### Intercommunalité
Au 31 décembre 2012, la commune de Baugé est intégrée à la communauté de communes canton de Baugé ; structure intercommunale ayant pour objet d'associer des communes au sein d'un espace de solidarité, en vue de l'élaboration d'un projet commun de développement et d'aménagement de l'espace.
Créée en 1994, cette structure intercommunale regroupe jusqu'en décembre 2012 quinze communes du canton : Baugé, Bocé, Chartrené, Cheviré-le-Rouge, Clefs, Cuon, Échemiré, Fougeré, Le Guédeniau, Montpollin, Pontigné, Saint-Martin-d'Arcé, Saint-Quentin-lès-Beaurepaire, Vaulandry et Le Vieil-Baugé.
La communauté de communes est, à cette date, membre du syndicat mixte Pays des Vallées d'Anjou (SMPVA), structure administrative d'aménagement du territoire regroupant six communautés de communes : Beaufort-en-Anjou, Canton de Baugé, Canton de Noyant, Loir-et-Sarthe, Loire Longué, Portes-de-l'Anjou.

#### Autres groupements
Au 31 décembre 2012, la commune de Baugé est adhérente du conseil de développement du Pays des Vallées d'Anjou (CDPVA), du syndicat intercommunal d'eau et d'assainissement de l'agglomération Baugeoise, du syndicat mixte intercommunal de valorisation et de recyclage thermique des déchets de l'Est Anjou (SIVERT), du syndicat intercommunal pour l'aménagement du Couasnon (SIAC).
Le SIVERT est, à cette date, le syndicat intercommunal de valorisation et de recyclage thermique des déchets de l'Est Anjou, situé à Lasse.
Également à cette date, les musées de Baugé, Beaufort-en-Vallée et Parçay-les-Pins sont associés et fonctionnent en réseau depuis 2001 au sein d'un syndicat intercommunal à vocation unique (SIVU).

#### Autres circonscriptions
Au 31 décembre 2012, la commune de Baugé fait partie du canton de Baugé (chef-lieu) et de l'arrondissement de Saumur (sous-préfecture).
Le canton de Baugé comprend en décembre 2012 quinze communes, dont Le Vieil-Baugé, Saint-Martin-d'Arcé, Bocé, Échemiré, Montpollin et Pontigné. Jusqu'en 2014, Baugé, puis Baugé-en-Anjou, est chef-lieu du canton de Baugé, et fait partie de l'arrondissement de Saumur. C'est l'un des quarante-et-un cantons que compte le département ; circonscriptions électorales servant à l'élection des conseillers généraux, membres du conseil général du département. Dans le cadre de la réforme territoriale, un nouveau découpage territorial pour le département de Maine-et-Loire est défini par le décret du 26 février 2014. La commune de Baugé-en-Anjou est alors rattachée au canton de Beaufort-en-Vallée, avec une entrée en vigueur au renouvellement des assemblées départementales de 2015.
En décembre 2012, Baugé est dans la troisième circonscription de Maine-et-Loire, composée de huit cantons dont Longué-Jumelles et Noyant. La troisième circonscription de Maine-et-Loire est l'une des sept circonscriptions législatives que compte le département.

#### Instances judiciaires

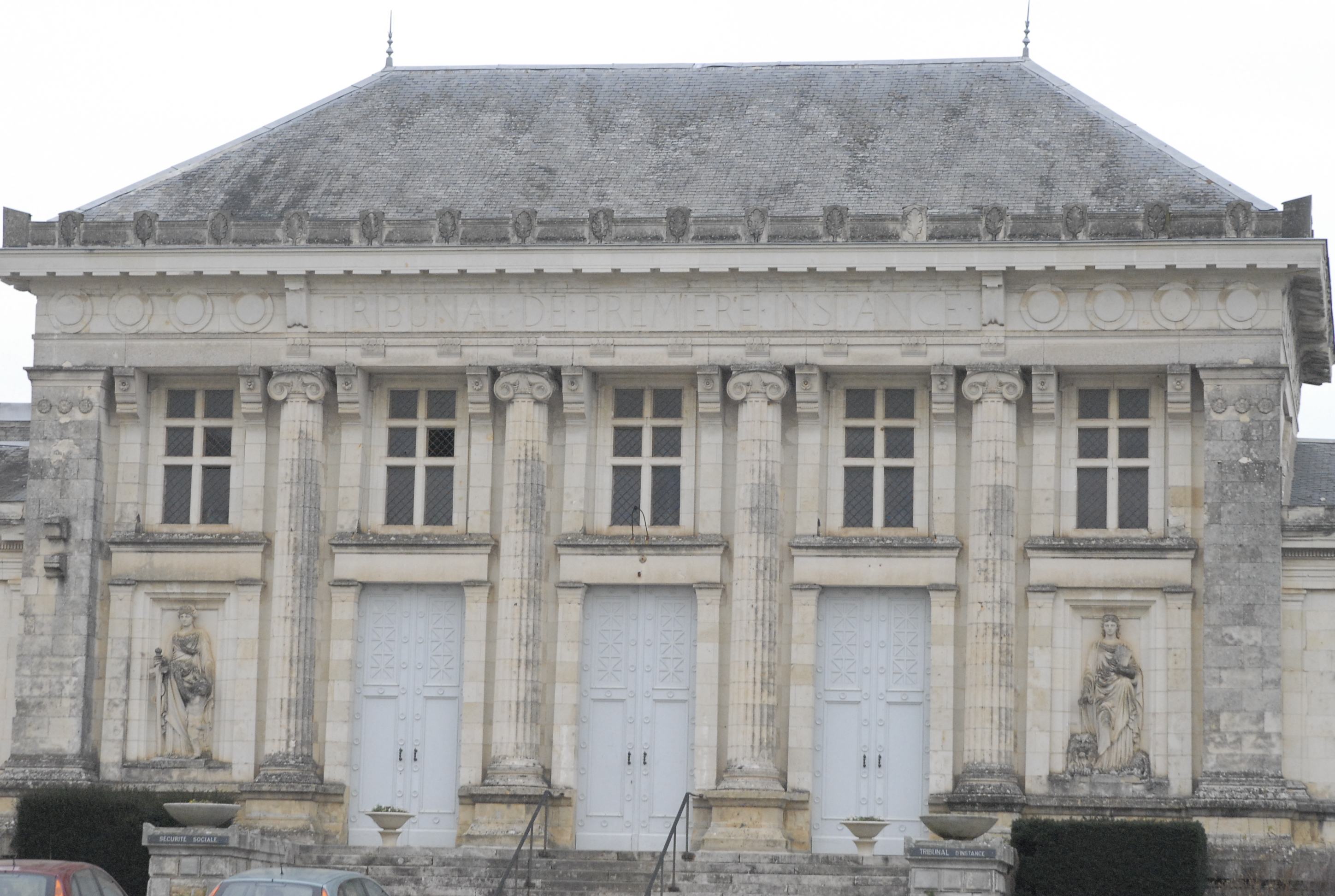
Ancien palais de justice.

Il n'y a pas d'administrations judiciaires à Baugé.
Le Tribunal d'instance et le Conseil de prud'hommes se trouvent à Saumur. Le Tribunal de grande instance, la cour d'appel, le Tribunal pour enfants, le Tribunal de commerce, se situent à Angers, tandis que le Tribunal administratif et la Cour administrative d'appel se situent à Nantes.

## Population et société

### Évolution démographique
L'évolution du nombre d'habitants est connue à travers les recensements de la population effectués dans la commune depuis 1793. À partir du 1er janvier 2009, les populations légales des communes sont publiées annuellement dans le cadre d'un recensement qui repose désormais sur une collecte d'information annuelle, concernant successivement tous les territoires communaux au cours d'une période de cinq ans. 
Pour les communes de moins de 10 000 habitants, une enquête de recensement portant sur toute la population est réalisée tous les cinq ans, les populations légales des années intermédiaires étant quant à elles estimées par interpolation ou extrapolation. Pour la commune, le premier recensement exhaustif entrant dans le cadre du nouveau dispositif a été réalisé en ,.
En 2010, la commune comptait 3 681 habitants.
| 1831  | 1836  | 1841  | 1846  | 1851  | 1856  | 1861  | 1866  | 1872  |
| ----- | ----- | ----- | ----- | ----- | ----- | ----- | ----- | ----- |
| 3 553 | 3 400 | 3 278 | 3 220 | 3 329 | 3 356 | 3 546 | 3 562 | 3 419 |

| 1876  | 1881  | 1886  | 1891  | 1896  | 1901  | 1906  | 1911  | 1921  |
| ----- | ----- | ----- | ----- | ----- | ----- | ----- | ----- | ----- |
| 3 448 | 3 449 | 3 569 | 3 623 | 3 344 | 3 325 | 3 199 | 3 235 | 2 868 |

| 1926  | 1931  | 1936  | 1946  | 1954  | 1962  | 1968  | 1975  | 1982  |
| ----- | ----- | ----- | ----- | ----- | ----- | ----- | ----- | ----- |
| 2 848 | 2 738 | 2 916 | 3 484 | 3 510 | 3 363 | 3 657 | 3 807 | 3 898 |

| 1990  | 1999  | 2004  | 2008  | 2009  | 2010  | - | - | - |
| ----- | ----- | ----- | ----- | ----- | ----- | - | - | - |
| 3 748 | 3 663 | 3 454 | 3 592 | 3 672 | 3 681 | - | - | - |

Le maximum de la population est atteint en 1982 avec 3 898 habitants.

### Pyramide des âges
La population de la commune est relativement âgée. Le taux de personnes d'un âge supérieur à 60 ans (39,4 %) est en effet supérieur au taux national (21,8 %) et au taux départemental (21,4 %).
À l'instar des répartitions nationale et départementale, la population féminine de la commune est supérieure à la population masculine. Le taux (56,7 %) est supérieur de plus de deux points au taux national (51,9 %).
La répartition de la population de la commune par tranches d'âge est, en 2008, la suivante :
- 43,3 % d'hommes (0 à 14 ans = 15,8 %, 15 à 29 ans = 15,1 %, 30 à 44 ans = 16,5 %, 45 à 59 ans = 18,8 %, plus de 60 ans = 33,8 %) ;
- 56,7 % de femmes (0 à 14 ans = 13,8 %, 15 à 29 ans = 10,7 %, 30 à 44 ans = 13,8 %, 45 à 59 ans = 18,1 %, plus de 60 ans = 43,6 %).

| Hommes | Classe d’âge | Femmes |
| ------ | ------------ | ------ |
| 0,8    | 90 ans ou +  | 3,1    |
| 15,5   | 75 à 89 ans  | 19,4   |
| 17,5   | 60 à 74 ans  | 21,1   |
| 18,8   | 45 à 59 ans  | 18,1   |
| 16,5   | 30 à 44 ans  | 13,8   |
| 15,1   | 15 à 29 ans  | 10,7   |
| 15,8   | 0 à 14 ans   | 13,8   |

| Hommes | Classe d’âge | Femmes |
| ------ | ------------ | ------ |
| 0,4    | 90 ans ou +  | 1,1    |
| 6,3    | 75 à 89 ans  | 9,5    |
| 12,1   | 60 à 74 ans  | 13,1   |
| 20,0   | 45 à 59 ans  | 19,4   |
| 20,3   | 30 à 44 ans  | 19,3   |
| 20,2   | 15 à 29 ans  | 18,9   |
| 20,7   | 0 à 14 ans   | 18,7   |

### Vie locale
Les services publics présents sur la commune sont une bibliothèque, des écoles et un collège, une maison de retraite, une gendarmerie, un centre de secours, un bureau de poste et une trésorerie, ainsi qu'un espace public numérique, le Cyber centre de Baugé.
Outre les services publics, la commune possède plusieurs autres équipements : des installations sportives, une crèche et une halte garderie, une école de musique, un centre social cantonal, un cinéma, etc.
On trouve également sur la commune de Baugé un camping et un plan d'eau permettant la pratique de la pêche.
La ville de Baugé possède le label Station verte.

### Enseignement
Située dans l'Académie de Nantes, la commune compte plusieurs écoles :
- école élémentaire publique L'Oiseau Lyre,
- école primaire privée Saint-Joseph,
- collège public Chateaucoin,
- collège privé Notre-Dame,
- institut médico-éducatif Champfleury.

### Santé
Plusieurs professionnels de la santé se trouvent sur le territoire communal : médecins généralistes, dentistes, kinésithérapeutes, infirmiers, sages-femmes, pharmacies, opticiens, laboratoire d'analyses médicales, cabinet de radiologie et d'imagerie médicale.
On y trouve également six établissements de santé : un hôpital local, l'hôpital intercommunal du Baugeois et de la Vallée (95 places), et quatre maisons de retraite, la résidence des Mélèzes (140 places), la résidence Rancan (130 places), la résidence Jeanne Delanoue (80 places) et la résidence Marc Leclerc (40 places).

### Sports
On trouve sur la commune de Baugé plusieurs installations sportives : deux stades, un gymnase intercommunal, deux salles couvertes de tennis, une piscine intercommunale, un golf, une salle des arts martiaux, un terrain de pétanque, une salle de tennis de table, une salle spécifique de gymnastique, et un terrain de moto-cross.
Il existe aussi un cercle de Boule de fort, véritable phénomène culturel en Anjou.

### Écologie et recyclage
Depuis le 1er janvier 2007, c'est la Communauté de Communes du Canton de Baugé qui organise la collecte des déchets ménagers (tri sélectif),.
La déchèterie intercommunale se situe sur la commune de Saint-Martin-d'Arcé.

## Économie

### Revenus de la population et fiscalité
En 2009, le revenu fiscal médian par ménage sur la commune de Baugé est de 15 341 €, pour une moyenne départementale de 17 211 €.

### Tissu économique
Implanté en territoire rural, Baugé est le centre administratif et commercial de la région.
Sur 356 établissements présents sur la commune à fin 2010, 3 % relèvent du secteur de l'agriculture (pour une moyenne de 17 % sur le département), 6 % du secteur de l'industrie, 8 % du secteur de la construction, 58 % de celui du commerce et des services et 25 % du secteur de l'administration et de la santé.
Fin 2008, 343 établissements sont présents sur la commune, dont 58 % relèvent du secteur du commerce et des services.
Le tissu économique est composé de nombreuses petites entreprises ; seuls 12 % des établissements comptent plus de 10 salariés.

### Agriculture
Comme dans le reste du département, le secteur agricole est présent sur la commune. Il représente 3 % des établissements du territoire, contre plus de 17 % sur le reste du département.

On y trouve également une coopérative agricole (CAPL Société Coopérative Agricole du Pays de Loire Baugé).
Liste des appellations sur le territoire : 
- IGP Bœuf du Maine, IGP Porc de la Sarthe, IGP Volailles de Loué, IGP Volailles du Maine, IGP Œufs de Loué,
- IGP Cidre de Bretagne ou Cidre breton, IGP Maine-et-Loire blanc, IGP Maine-et-Loire rosé, IGP Maine-et-Loire rouge.

### Commerces et services
Ville la plus importante du canton de Baugé, on y trouve de nombreux commerces et services, ainsi qu'un supermarché. Le commerce et les services représentent près de 58 % des établissements présents sur le territoire, pour près de 53 % sur le reste du département.
En 2011 une zone commerciale est créée (route d'Angers), comprenant plusieurs magasins.
Plusieurs activités commerciales sont présentes à cette époque sur la ville : alimentation, boucherie, boulangerie-pâtisserie, bijouterie, bricolage, coiffeurs, confection et chaussure, électroménager, fleurs, librairie papeterie, optique, parfumerie, pressing, etc. Il existe aussi plusieurs commerces de restauration et d'hébergement (cafés, restaurants, hôtels). Deux marchés hebdomadaires : le lundi un marché traditionnel et le samedi un marché alimentaire et du terroir.
On y trouve également plusieurs activités artisanales : charpente couverture, cordonnerie, ébénisterie, électricité, maçonnerie, menuiserie, etc.
Ville d'histoire, on trouve à Baugé un office de tourisme, couvrant le territoire de l'intercommunalité, et un camping.

### Activité économique de la région
Ville la plus importante de la région de Baugé, elle se trouve au cœur de l'activité économique intercommunale. On y trouve notamment une zone d'activité, la Z.A. Anjou Actiparc Sainte Catherine.
Sur le territoire à fin 2010 de la C. C. du canton de Baugé, sur 976 établissements présents, 26 % relèvent du secteur de l'agriculture (pour une moyenne de 17 % sur le département), 7 % du secteur de l'industrie, 10 % du secteur de la construction, 43 % de celui du commerce et des services et 14 % du secteur de l'administration et de la santé. Seuls 6 % des établissements comptent plus de 10 salariés, pour 8 % sur le département.
Sur ce même territoire, 918 établissements sont présents à fin 2009, dont 43 % dans le secteur du commerce et des services et 28 % dans le secteur de l'agriculture (pour 18 % dans le département).
Le tourisme se développe sur la région, les ouvrages à visiter y étant nombreux : Château de Baugé, centres-villes dont celui de Baugé, églises dont celles de Chartrené ou de Pontigné, clochers tors dont celui de Fougeré, prieurés dont celui du Guédeniau, manoirs dont celui du Vieil-Baugé, musées dont ceux de Baugé et Cheviré, etc. Le Baugeois, ancienne partie de la province d'Anjou, possède un riche passé historique.

## Culture locale et patrimoine

### Monuments historiques

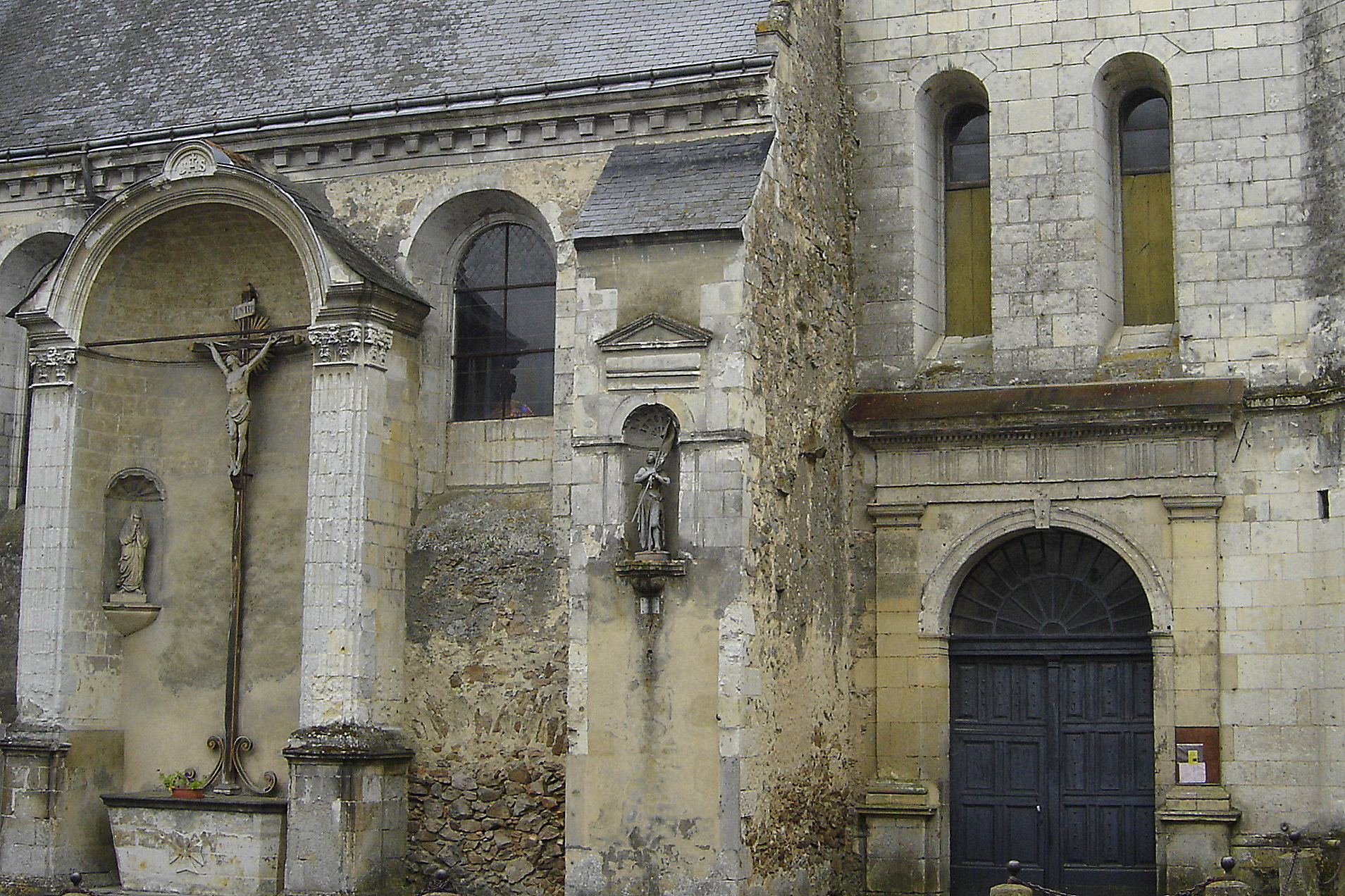
Église Saint-Pierre-et-Saint-Laurent.

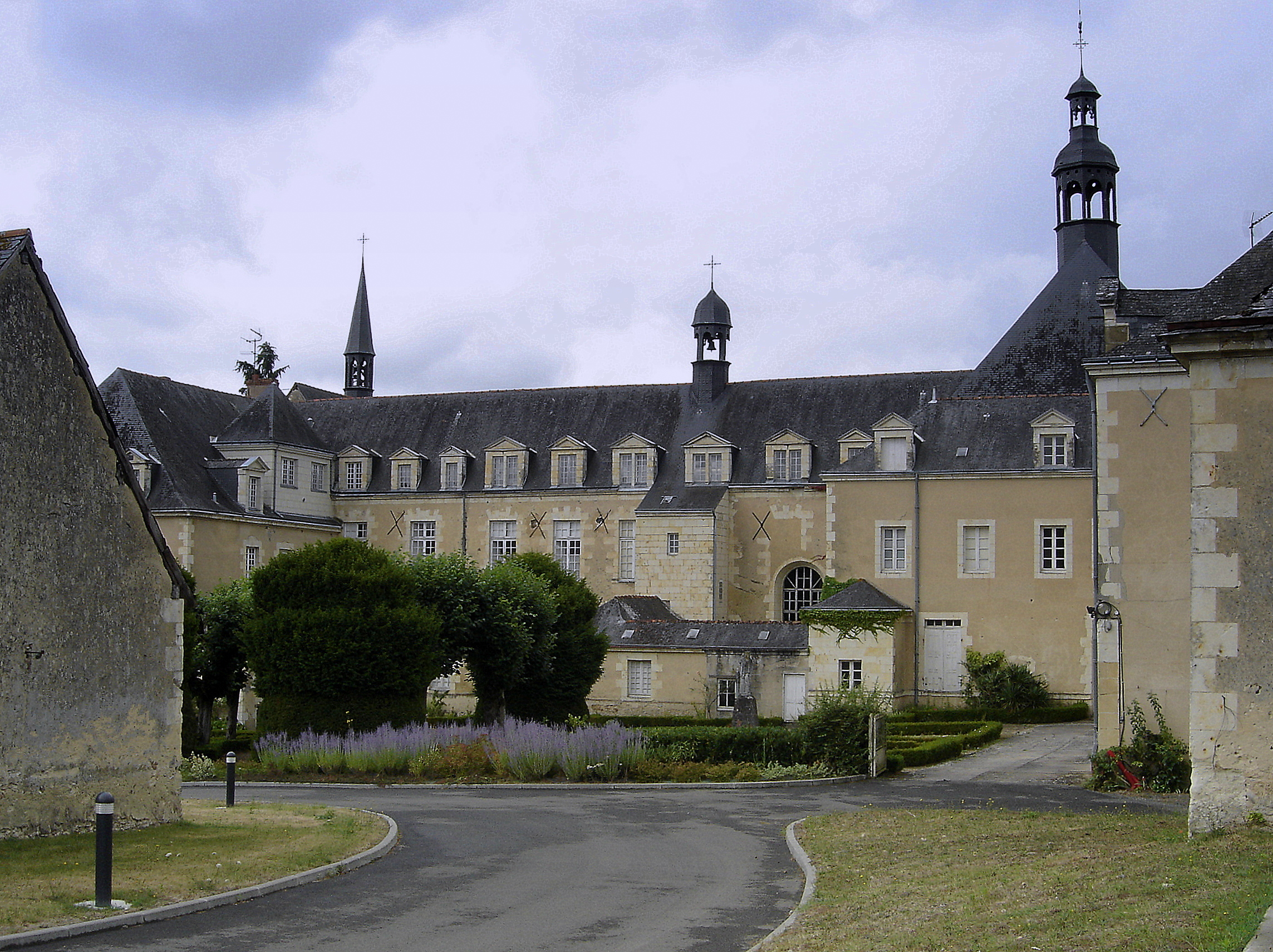
Hôtel Dieu.

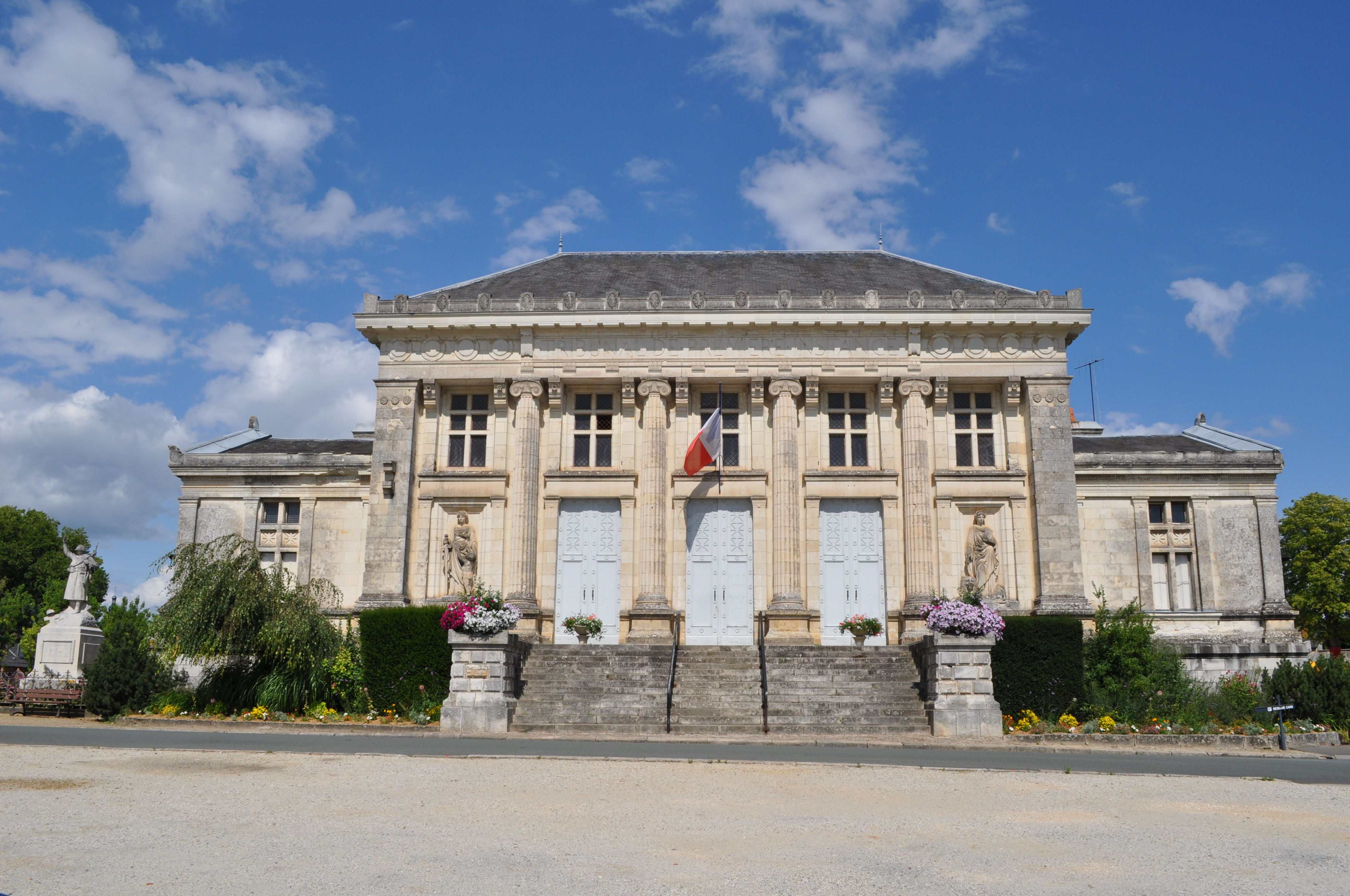
Palais de justice.

La commune de Baugé comporte plus de cent quarante monuments inscrits au Patrimoine, dont onze monuments historiques, un site protégé et une zone de protection du patrimoine urbain.
- Château de Baugé, du XVe siècle, oratoire bibliothèque tourelle escalier élévation toiture décor, Monument historique classé par arrêté du 13 avril 1961 (PA00108956).
- Ancien couvent des Bénédictines, rues de la Croix-Verte et de l'Official, du XVIIe siècle, couvent créé pour l'éducation des jeunes filles de la ville puis aménagé en sous-préfecture au début du XIXe siècle, Monument historique inscrit par arrêté du 6 mars 1997 (PA49000010).
- Église Saint-Pierre et Saint-Laurent, des XVIe XVIIe et XVIIIe siècles, bâtie de 1593 à 1599, clocher de 1630 à 1638, Monument historique classé par arrêté du 27 juillet 1979 (PA00108957).
- Hôtel Les Cèdres, 1 rue Guérin de Fontaine, du XIXe siècle, jardin terrasse bureau portail pavillon cheminée salon élévation toiture décor, Monument historique inscrit et classé par arrêté du 5 décembre 1984 (PA00108958).
- Hôtel-Dieu, rues Anne de Melun et Docteur Zamenhof, des XVIIe et XVIIIe siècles, fondé en 1643, financé par Anne de Melun et occupé par les religieuses jusqu'en 1988, Monument historique inscrit le 9 août 1990 et classé le 4 juin 1993 (PA00109414).
- Hôtel Mabille-Duchêne, hôtel particulier 57 rue Georges Clemenceau, des XVIe XVIIe XVIIIe et XIXe siècles, cour jardin communs puits four à pain, Monument historique classé par arrêté du 21 mai 1992 (PA00109447).
- Hôtel Maillard, 12 rue de la Chaussée, des XVIe et XVIIe siècles, logis escalier, Monument historique inscrit par arrêté du 25 septembre 1995 (PA00125641).
- Hôtel particulier, 15 rue de l'église, du XVIIe siècle, maison communs orangerie jardin porche, Monument historique inscrit par arrêté du 12 décembre 1991 (PA00109438).
- Palais de justice, rue du tribunal, du XIXe siècle, clôture grille, Monument historique inscrit par arrêté du 5 décembre 1986 (PA00108959).
- Site urbain, centre-ville de Baugé, site protégé inscrit par arrêté du 20 décembre 1972.
- Zone de protection du patrimoine architectural et urbain, protection du 4 septembre 2006.

### Éléments remarquables

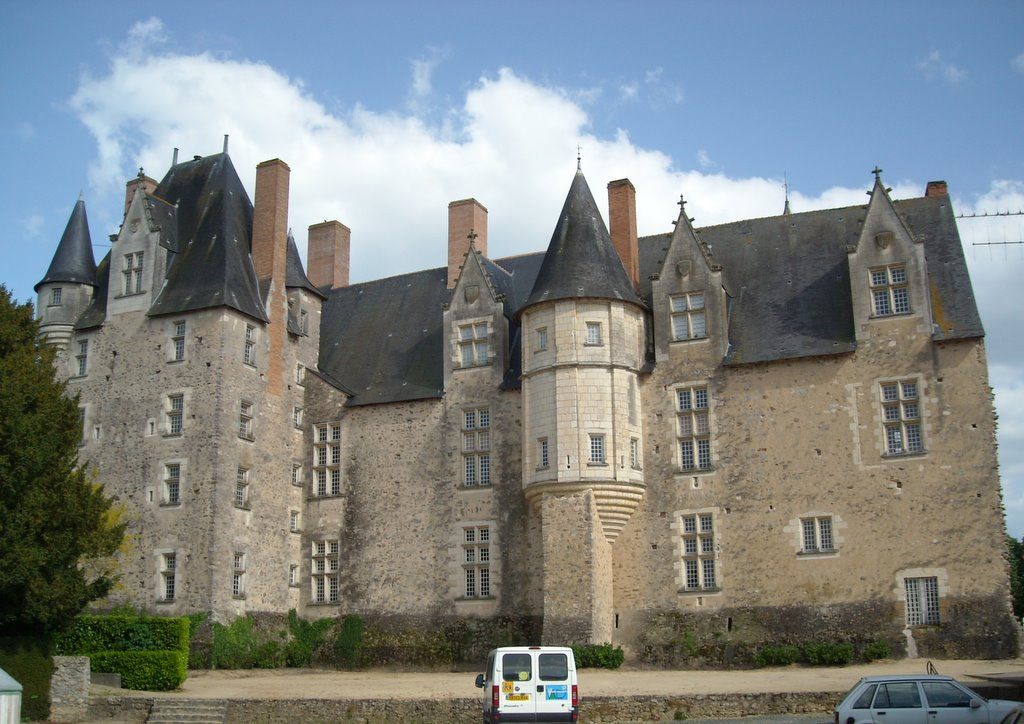
Le château.

- Le château de Baugé a été édifié au XVe siècle par le roi René, duc d'Anjou, pour en faire son relais de chasse. Situé en centre-ville, il accueille aujourd'hui un parcours-spectacle retraçant la vie du roi René. Le premier étage du château présente des thèmes tels que la dynastie des Anjou, l'Anjou et l'Europe, la chevalerie et les tournois, l'amour courtois et la croix d'Anjou, devenue plus tard la Croix de Lorraine.
- Classée monument historique, l'apothicairerie de Baugé est considérée comme l'une des plus belles apothicaireries de France. Située à l'Hôtel-Dieu de Baugé, plus de six-cents contenants reposent sur le mobilier en noyer et en chêne de style Louis XIII. Des pièces d'exceptions comme des albarelles italo-mauresques du XVIe siècle côtoient des faïences de Nevers du XVIIe siècle. Certains remèdes sont encore visibles tels que des cornes de cerfs, des yeux d'écrevisses ou de la poudre de cloportes.
- La Vraie Croix d'Anjou, des XIIIe et XIVe siècles. Cette croix fait l'objet d'un classement au titre objet des monuments historiques depuis le 15 juin 1976[65]. Conservée à la chapelle de la Girouardière (chapelle des Incurables de l'hospice), cette relique de la Vraie Croix de Baugé ramenée en France par un croisé, se trouvait autrefois à l'abbaye de La Boissière à Dénezé-sous-Le-Lude et fut apportée à Baugé le 30 septembre 1790[66]. Selon la tradition, elle serait un fragment de la Croix du Sauveur.
- Le musée d'art et d'histoire de Baugé, labellisé "Musée de France", est situé dans une aile du château, et abrite des collections variées : céramiques, armes, collection de monnaies, etc. Il accueille chaque année des expositions d'art contemporain.

### Autres lieux et monuments
- Le centre-ville de Baugé possède plus de cent hôtels particuliers et maisons des XVe, XVIe, XVIIe, XVIIIe et XIXe siècles, inscrits à l'Inventaire général.
- Fortification de l'agglomération du XVIe siècle, édifiée à la suite de l'autorisation de clore la ville accordée en 1539, ouvrage inscrit à l'Inventaire général du patrimoine culturel[21].
- Fontaine du XIXe siècle, place du Roi René, sculpture en granit et pierre de taille avec blason de la ville, édifice inscrit à l'Inventaire général du patrimoine culturel.
- Grenier à sel, 4 rue Pasteur, du XVIIe siècle, inscrit à l'Inventaire général.
- Moulin dit les Moulins du Roi puis les Grands Moulins, rue de la Fontaine, mentionné dès 1291, dit alors moulins du roi, logement et dépendances du XVe ou XVIe siècle, reconstruit au XIXe siècle, inscrit à l'Inventaire général.
- Le Polissoir de la Motte, découvert à la Grande Motte sur la commune de Pontigné, a été transporté dans l'angle est du château de Baugé, place Victor Ferrière, inscrit à l'Inventaire général.
- Menhir de l'école de musique, découvert en 1994 lors des travaux d'aménagement de la zone de loisirs du Moulin de Fougère.
- Au lieu-dit Grésillon, le Château de Grésillon héberge la Maison culturelle de l'espéranto.
- Dans les environs, le clocher tors, ou flammé, du Vieil-Baugé, compte parmi les trente-huit que l'on peut trouver en France.
- Également à voir au Vieil-Baugé, le manoir de Clairefontaine (XVe siècle), monument historique classé.
- Sur la route de Tours, se trouve le golf de Baugé-Pontigné.

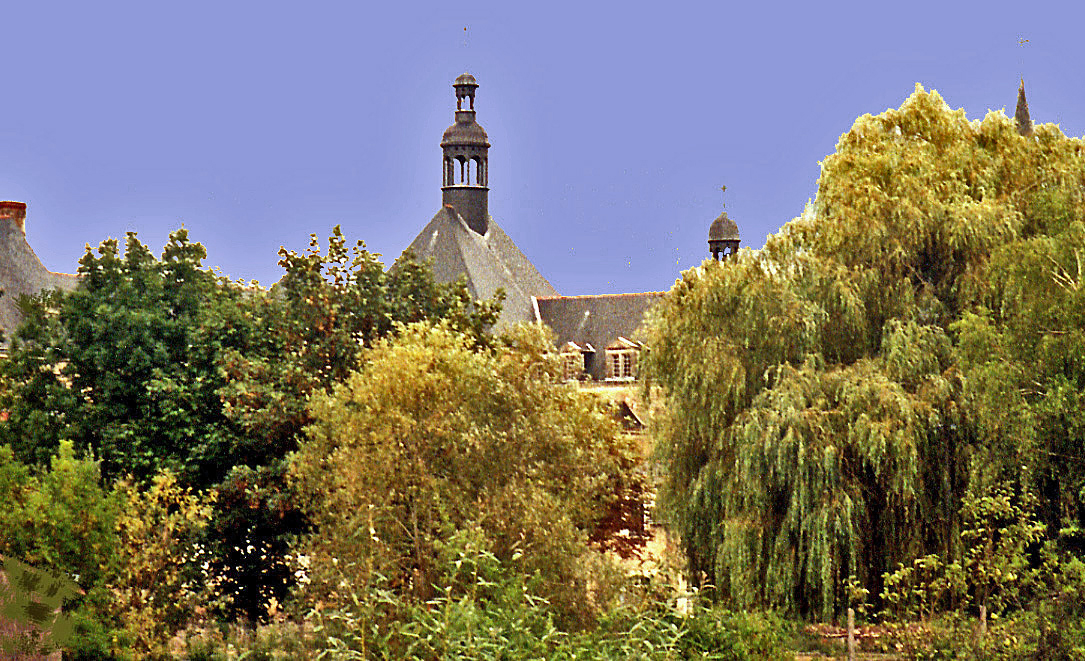
Chapelle Hôtel-Dieu.
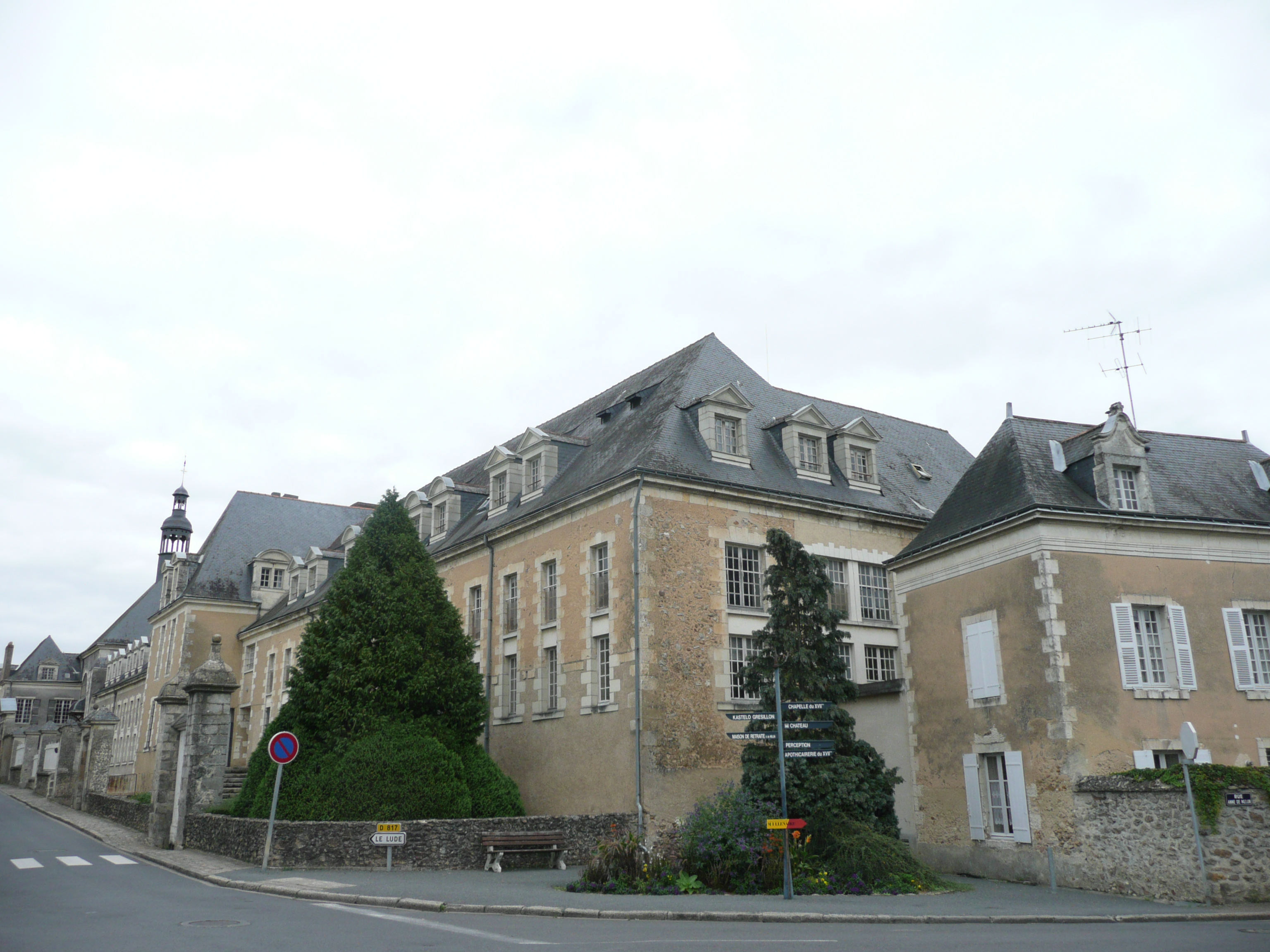
Ancien Hôpital Anne-de-Melun.
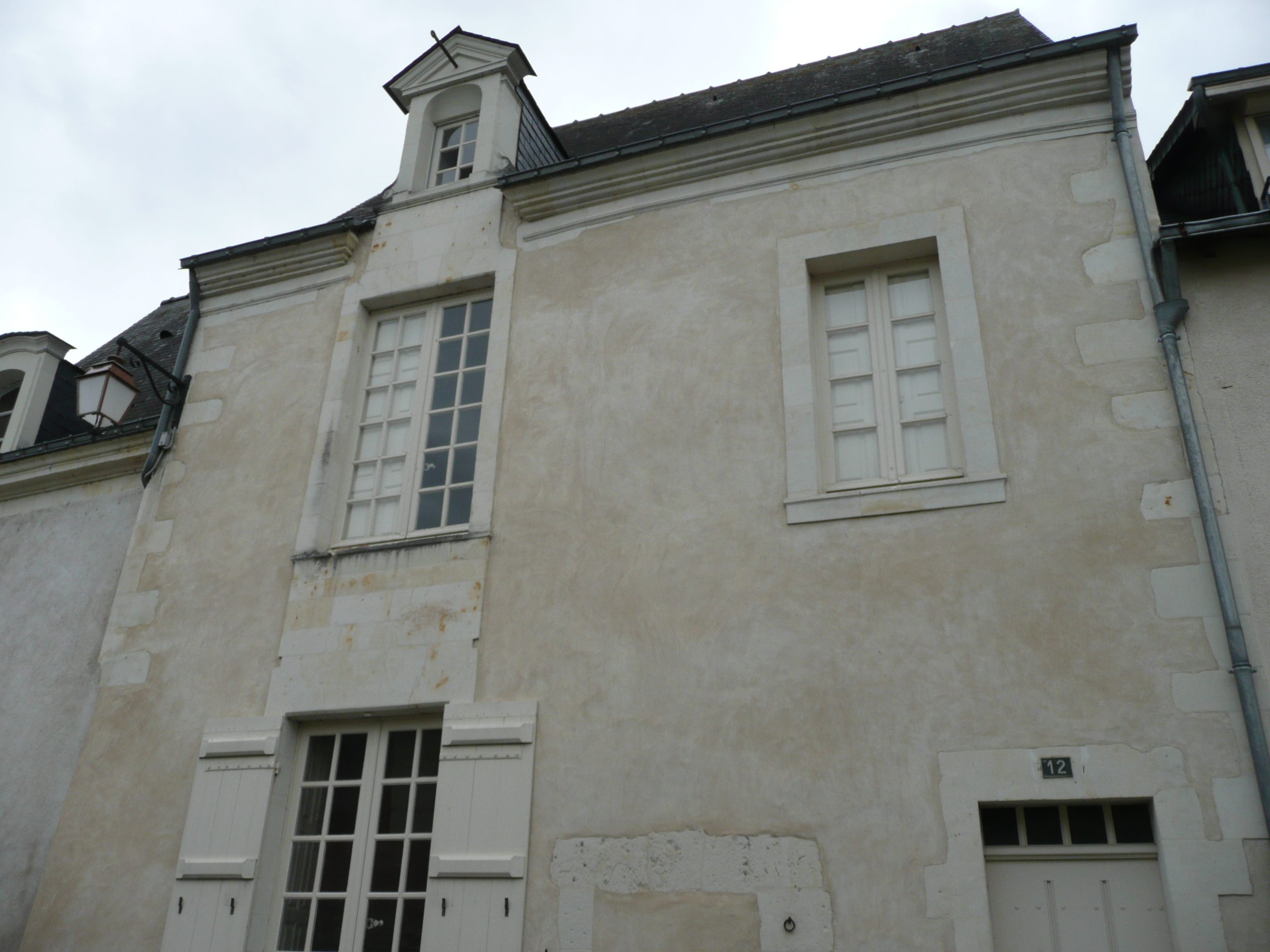
Hôtel Maillard.
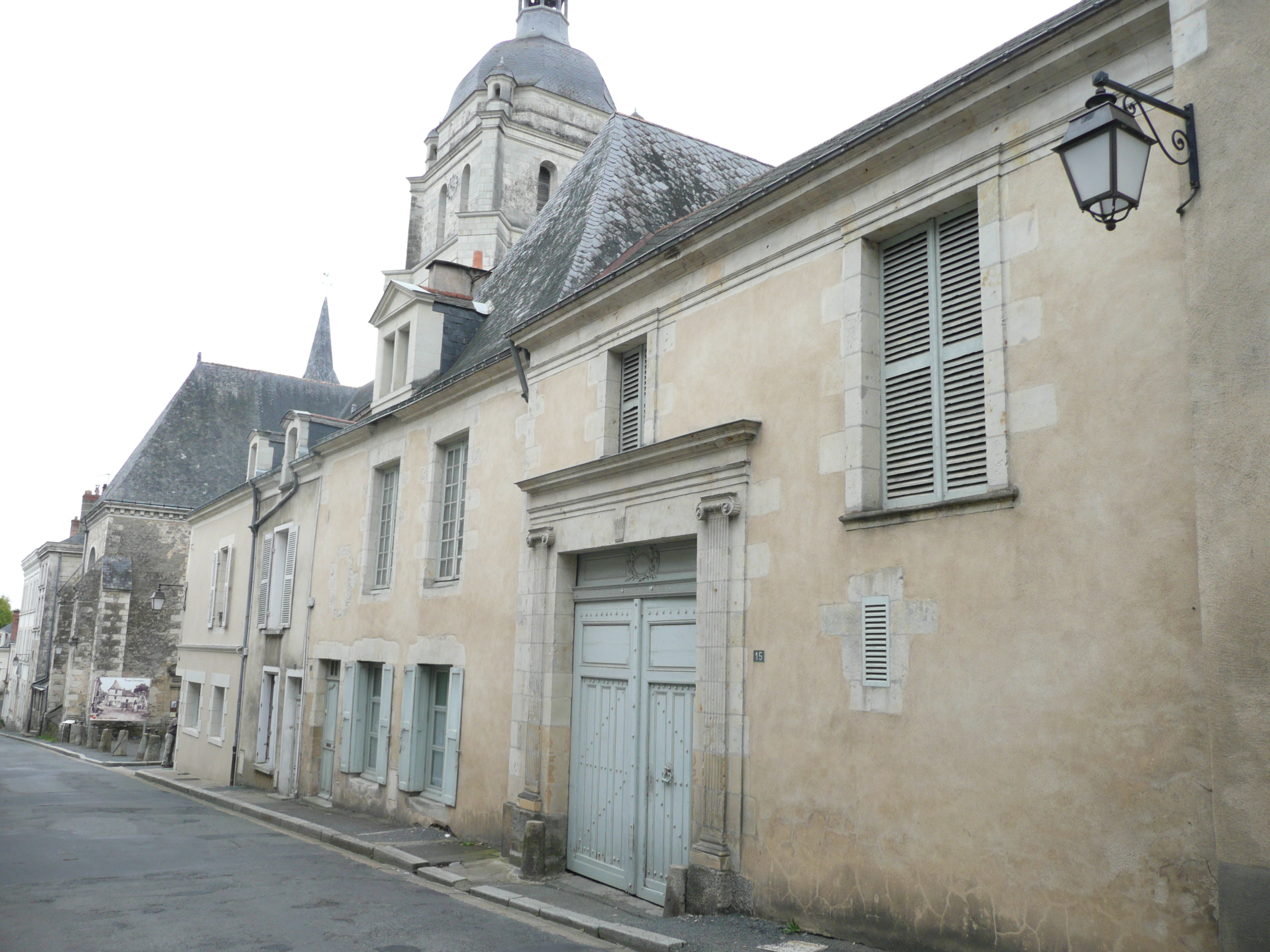
Hôtel particulier.
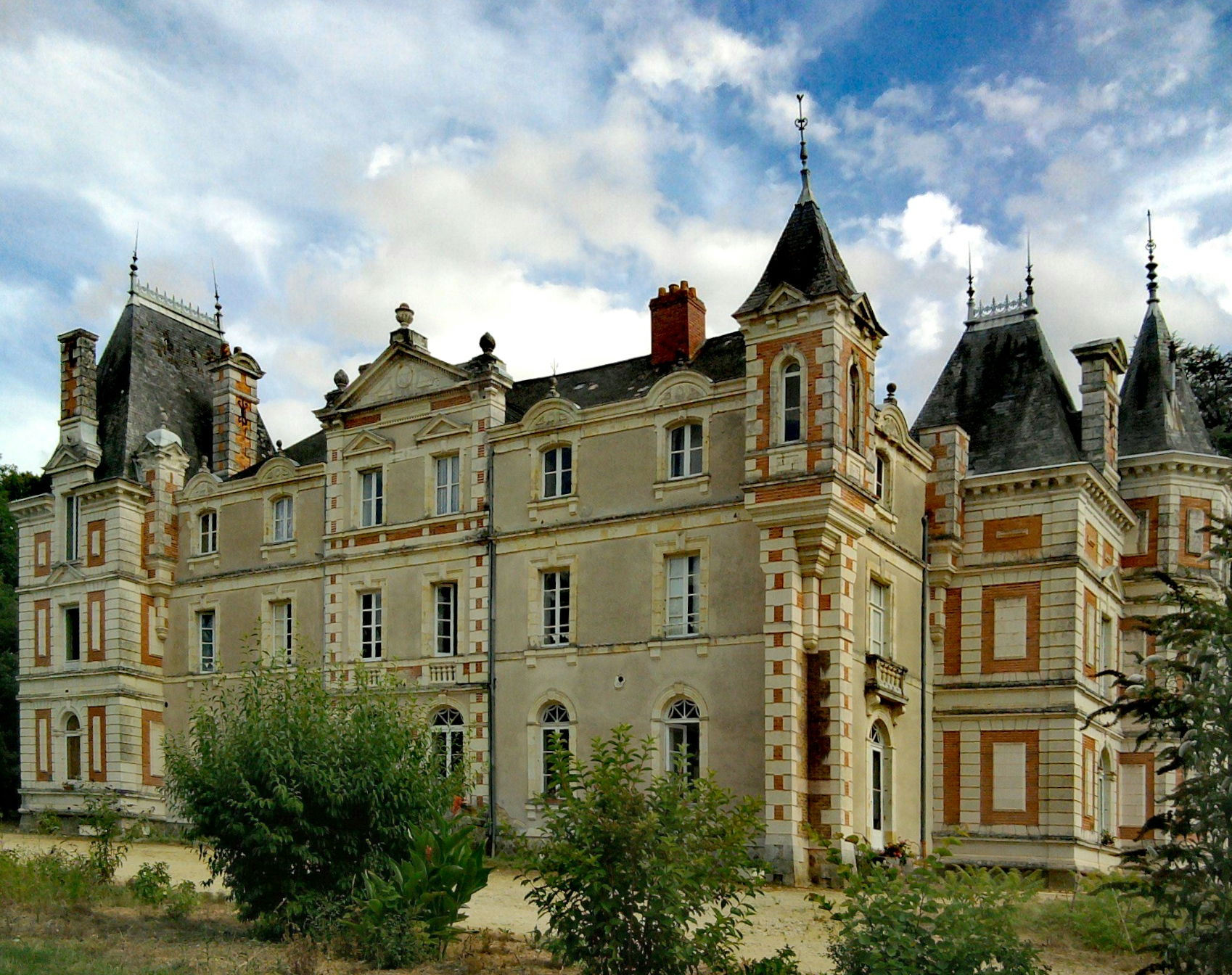
Château de Grésillon.
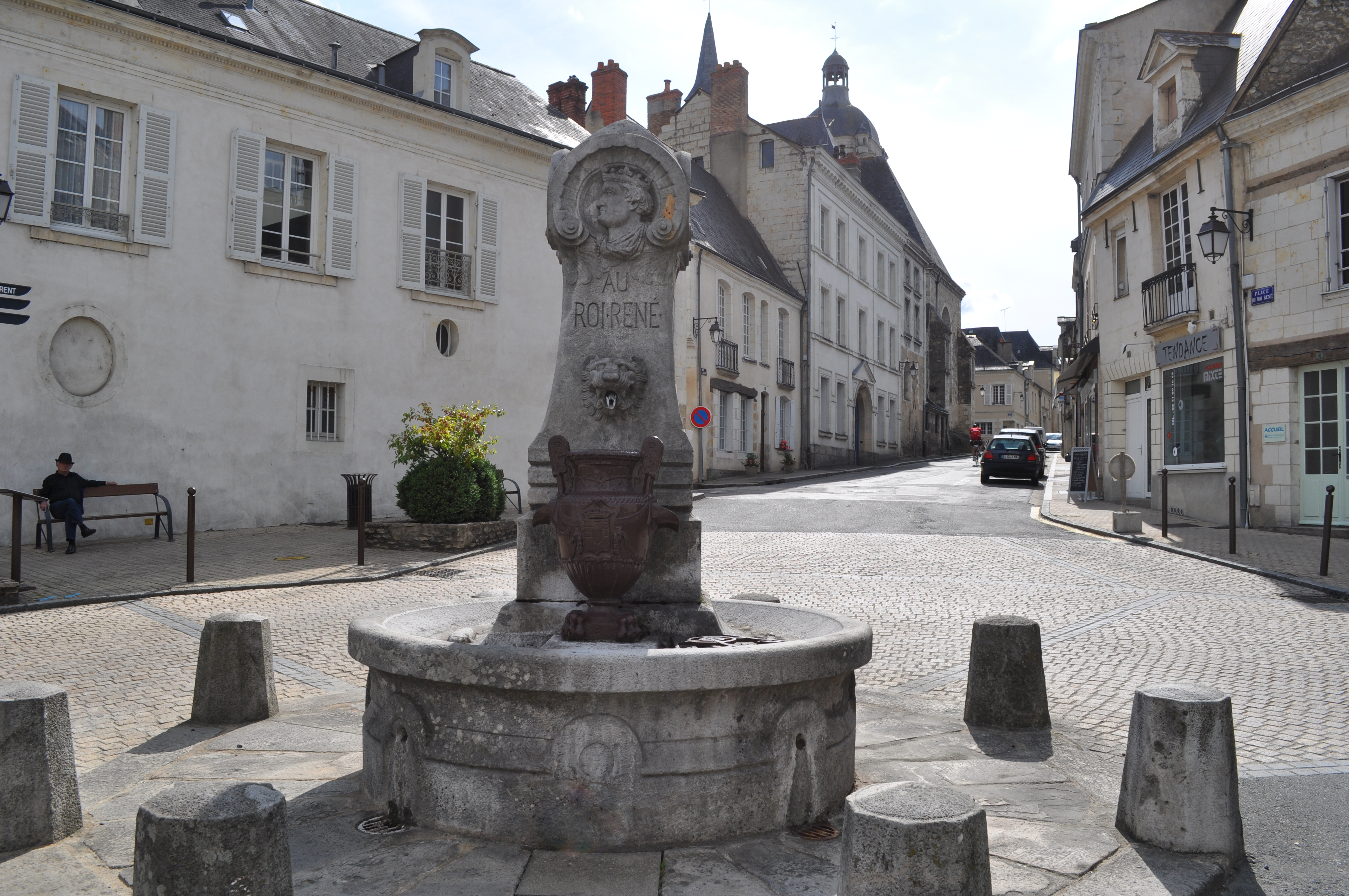
Fontaine du roi René.

### Personnalités liées à la commune
- Foulques Nerra (975-1040), comte d'Anjou, à l'origine d'une centaine de châteaux, donjons et abbayes. Également à l'origine de la ville de Baugé.
- Étienne Ier de Baugé (Stephanus), né dans la seconde moitié du XIe siècle à Baugé et mort à l'abbaye de Cluny en 1139 ou 1140, fut un évêque d'Autun et un écrivain liturgique.
- Le roi René (1409-1480), bâtisseur de l'actuel château de Baugé.
- Jean Le Masle, né à Baugé, écrivain français du XVIe siècle.
- Roland de Marcé, dramaturge français du XVIe siècle: « Escuyer Conseiller du Roy, lieutenant general en la Seneschaussée, siege & resort de Baugé »
- Anne de Melun (1616-1690), morte à Baugé, princesse Flamande qui consacra sa vie aux pauvres.
- Le marquis de Turbilly (1717-1776), à l'origine d'expériences de défrichement dans le Baugeois.
- Anne de La Girouardière (1740-1827), fondatrice de l'hospice des Incurables de Baugé (aujourd'hui Maison de retraite, FAM et EHPAD La Girouardière) et de la Congrégation des Filles du Sacré-Cœur de Marie.
- Julien Camille Le Maignan, homme politique né le 24 juin 1746 à Baugé et mort le 12 octobre 1812 à Paris.
- Louis-François-Bertrand du Pont d'Aubevoye de Lauberdière (1759-1837), général des armées de la République et de l'Empire, mort au château de l'Auberdière.
- Armand Louis Debroc (1772-1810), né à Baugé, général de brigade, aide-de-camp du prince Louis-Napoléon Bonaparte.
- Charles Joly-Leterme (1805-1885), né à Baugé, architecte saumurois.
- Gaston Moreau (1878-1958), maire de Baugé, auteur de livres sur la ville de Baugé.
- Agathe Dyvrande-Thévenin (1885-1977), avocate et féministe, née à Baugé
- Geneviève Dinand (1927-1987), née à Baugé, pianiste.